# Bitola japonesa
Bitola japonesa ou Bitola sul-africana (mais conhecida por Bitola do Cabo) é a bitola utilizada no transporte ferroviário japonês e possui 1.067 mm (3 pés e 6 polegadas) de distância interna entre trilhos, sendo portanto uma bitola mais estreita que a internacional.
A bitola japonesa é utilizada em 20.264 km de trilhos no Japão, dos quais 13.280 km possui um trilho extra, de alimentação elétrica.
Na Austrália, tal bitola está presente em 15.160 km de trilhos, tal como em África onde as redes de Angola e Moçambique são nesta bitola.